# Liste der Kulturdenkmale in Tanndorf (Colditz)
In der Liste der Kulturdenkmale in Tanndorf sind die Kulturdenkmale des Colditzer Ortsteils Tanndorf verzeichnet, die bis Mai 2024 vom Landesamt für Denkmalpflege Sachsen erfasst wurden (ohne archäologische Kulturdenkmale). Die Anmerkungen sind zu beachten.
Diese Aufzählung ist eine Teilmenge der Liste der Kulturdenkmale in Colditz.

## Tanndorf
| Bild                                    | Bezeichnung | Lage                         | Datierung                                                                                        | Beschreibung | ID       |
| --------------------------------------- | --- | ---------------------------- | ------------------------------------------------------------------------------------------------ | --- | -------- |
| Direkt Bild zu diesem Denkmal hochladen | Wohnstallhaus (Nr. 5), Seitengebäude (Nr. 6) und zwei aneinandergebaute Scheunen (Nr. 4) eines Bauernhofes, dazu Hofpflasterung, Göpelbahn sowie Garten | An der Mulde 4, 5, 6 (Karte) | Anfang 19. Jahrhundert, im Kern wohl älter (Wohnstallhaus); 1906 (Scheune); 1932 (Seitengebäude) | Stattliche, vollständig erhaltene Hofanlage in landschaftsprägender Lage an der Mulde, Wohnstallhaus Putzbau mit Segmentbogenportal, bau- und heimatgeschichtlich von Bedeutung. Putzbauten, massiv in Ziegel und Bruchstein, im Obergeschoss vom Wohnhaus teilweise Fachwerk, Satteldächer.                      | 08970871 |
| Direkt Bild zu diesem Denkmal hochladen | Seitengebäude eines Bauernhofes | An der Mulde 8 (Karte)       | 2. Hälfte 18. Jahrhundert                                                                        | Eines der wenigen original erhaltenen Fachwerkgebäude des Ortes, landschaftsprägend in Muldenlage, baugeschichtlich von Bedeutung. Erdgeschoss massiv in Bruchstein, Obergeschoss Fachwerk mit Lehmausstakung. | 08970872 |
| Direkt Bild zu diesem Denkmal hochladen | Ehemaliger Gasthof mit Fährhaus sowie Torbogen zur Mulde                                                                                                | An der Mulde 10 (Karte)      | Bezeichnet mit 1723; bezeichnet mit 1818                                                         | Obergeschoss Fachwerk, mit Segmentbogenportal, bau- und ortsgeschichtliche Bedeutung. Erdgeschoss massiv, Krüppelwalmdach, Türgewände aus Porphyrtuff, Schlussstein mit Kartusche: IHA 1723 und CK 1818. | 08970873 |
| Direkt Bild zu diesem Denkmal hochladen | Wohnhaus | An der Mulde 22 (Karte)      | Um 1900                                                                                          | Schlichter eingeschossiger Putzbau, Beispiel für die Übernahme städtischer Bau- und Lebensformen im dörflichen Bereich um 1900, ortsentwicklungsgeschichtlich von Bedeutung. Mit Warenhandlung, eingeschossiger Putzbau, Ziegel, profilierte Sandsteingewände, Putzgliederung, Holzvorbau, Dachhaus, leerstehend. | 08970874 |

## Tabellenlegende
- Bild: Bild des Kulturdenkmals, ggf. zusätzlich mit einem Link zu weiteren Fotos des Kulturdenkmals im Medienarchiv Wikimedia Commons. Wenn man auf das Kamerasymbol klickt, können Fotos zu Kulturdenkmalen aus dieser Liste hochgeladen werden:
- Bezeichnung: Denkmalgeschützte Objekte und ggf. Bauwerksname des Kulturdenkmals
- Lage: Straßenname und Hausnummer oder Flurstücknummer des Kulturdenkmals. Die Grundsortierung der Liste erfolgt nach dieser Adresse. Der Link (Karte) führt zu verschiedenen Kartendiensten mit der Position des Kulturdenkmals. Fehlt dieser Link, wurden die Koordinaten noch nicht eingetragen. Sind diese bekannt, können sie über ein Tool mit einer Kartenansicht einfach nachgetragen werden. In dieser Kartenansicht sind Kulturdenkmale ohne Koordinaten mit einem roten bzw. orangen Marker dargestellt und können durch Verschieben auf die richtige Position in der Karte mit Koordinaten versehen werden. Kulturdenkmale ohne Bild sind an einem blauen bzw. roten Marker erkennbar.
- Datierung: Baubeginn, Fertigstellung, Datum der Erstnennung oder grobe zeitliche Einordnung entsprechend des Eintrags in der sächsischen Denkmaldatenbank
- Beschreibung: Kurzcharakteristik des Kulturdenkmals entsprechend des Eintrags in der sächsischen Denkmaldatenbank, ggf. ergänzt durch die dort nur selten veröffentlichten Erfassungstexte oder zusätzliche Informationen
- ID: Vom Landesamt für Denkmalpflege Sachsen vergebene, das Kulturdenkmal eindeutig identifizierende Objekt-Nummer. Der Link führt zum PDF-Denkmaldokument des Landesamtes für Denkmalpflege Sachsen. Bei ehemaligen Kulturdenkmalen können die Objektnummern unbekannt sein und deshalb fehlen bzw. die Links von aus der Datenbank entfernten Objektnummern ins Leere führen. Ein ggf. vorhandenes Icon  führt zu den Angaben des Kulturdenkmals bei Wikidata.